# Moluranite
La moluranite è un minerale.